# (32190) 2000 NM26
2000 NM26 (asteroide 32190) é um asteroide da cintura principal. Possui uma excentricidade de 0.14380830 e uma inclinação de 9.05367º.
Este asteroide foi descoberto no dia 4 de julho de 2000 por LONEOS em Anderson Mesa.